# Skjortbröst

Konung Oscar II:s skjorta med skjortbröst från hans 25-årsjubileum på tronen 1897.

Skjortbröst, hårdstärkt bröstplatta med kragstånd, används till exempel till frack. Skjortbröstet är en utveckling av riddarnas bröstplatta av plåt.[källa behövs]